# Dancing Co-Ed
Dancing Co-Ed – amerykańska komedia romantyczna z 1939 r. w reżyserii S. Sylvana Simona.

## Fabuła
Kiedy partnerka tancerza zachodzi w ciążę, rozpoczynają się poszukiwania zastępczyni wśród uczennic college’u.

## Obsada
- Lana Turner – Patty Marlow
- Richard Carlson – Michael "Pug" Braddock
- Artie Shaw – on sam
- Ann Rutherford – Eve Greeley
- Lee Bowman – Freddy Tobin
- Thurston Hall – Henry W. Workman
- Leon Errol – Sam "Pops" Marlow
- Roscoe Karns – Joe Drews
- Mary Field – panna Jenny May
- Walter Kingsford – rektor Cavendish
- Mary Beth Hughes – "Toddy" Tobin
- June Preisser – "Ticky" James
- Monty Woolley – profesor Lange
- Chester Clute – Pee Wee